# Satta (cognome)
Satta è un cognome di lingua sarda.

## Varianti
Atza, Atzas.

## Origine e diffusione
Il cognome è tipicamente sardo.
Potrebbe avere origine ligure o derivare dal logudorese s'atta, "filo di lama", dal tardo latino acia, "punta", ad identificare una persona ardita. E' affine al cognome Azzari.
Le varianti Atza e Atzas compaiono nel medesimo areale.

## Giovanni Maria Satta (1997)- addetto al distributore di carburanti, pescatore amatoriale e amante dei viaggi nell'Europa dell'est.
- Giovanni Luigi Satta (1892-1962) – militare italiano, insignito della medaglia d'oro al valor militare
- Luciano Satta (1924-1998) – linguista, saggista e giornalista italiano
- Melissa Satta (1986) – showgirl, modella e attrice italiana